# Montipora fragrosa
Espèce
Montipora fragrosa est une espèce de coraux appartenant à la famille des Acroporidae.